# 廣州市 (韓國)
廣州市（韩语：／ Gwangju si），为与光州广域市区分亦称京畿廣州（／ Gyeonggi Gwangju），是大韓民國京畿道中東部的市。面积431.05平方千米，2021年3月时人口数为383,502。原先广州市是广州郡的一部分，后来广州郡经过多次拆分，除原先广州邑的区域外被陆续分离。而广州邑也于2001年3月21日升格，成为如今的广州市。
朝鲜王朝时期，广州是朝鲜官窑所在地。广州市现建有专业的朝鲜陶瓷博物馆——京畿陶瓷博物馆，并承担研究朝鲜传统陶瓷和举办相关活动的功能。位于广州市的世界遗产南漢山城曾是高丽王朝和朝鲜时代时重要的军事壁垒，也是朝鲜时代紧急时期的应急首都。2018年上映的韩国恐怖電影《鬼病院：灵异直播》的精神病院原型便位于市内的昆池岩邑。

## 历史

### 20世纪前
公元前6年，百济温祚王将首都从慰礼城（今首尔特别市松坡區）迁移至西部面春宮里（今河南市）。为与旧都区分，新都被称为「河南慰礼城」，而旧都则被称作「河北慰礼城」。公元371年，百济国王近肖古王和太子近仇首王击败高句丽，将都城回迁至河北慰礼城。475年，高句丽长寿王攻陷慰礼城。此后在551年百济与新罗联军夺回了慰礼城，但在660年，新罗联合唐朝苏定方部队灭亡百济，唐军此后将占领的土地交予新罗，慰礼城又被改名为汉山州。
高丽合并新罗后，940年，汉山州被更名为广州。983年高丽成宗设十二牧，广州被设为广州牧。995年广州牧设节度使，改号奉國軍，隶属于当时的关内道。1012年，高丽显宗撤除节度使制，在1018年改称原关内道为京畿，奉國軍亦恢复为广州牧。1577年，广州牧被升级为广州府，下轄23个面。1626年，作为军事要塞和紧急时行政首都的南漢山城建造完成。1636年丙子胡亂時，仁祖曾避難於此。

### 20世纪后
1907年，广州府被改为广州郡，郡厅设在中部面山城里，并在1917年12月再次搬迁到京安面京安里。1938年，京安面被改名为广州面。1962年12月22日，广州郡下的三个面和五个里被编入首尔市的城东区。1973年7月1日，原广州郡下的三个面和六个里被编入新成立的城南市。1979年5月1日，广州面被升格为广州邑。1989年1月1日，广州郡下的一个邑和两个面从广州郡分离，形成新的河南市。2001年3月21日，广州邑被升格为广州市，正式形成了如今广州市的地界。
2004年6月21日，草月面和原实村面被升格为邑，实村邑在七年后被更名为昆池岩邑。2015年10月16日，中部面被改名为南汉山城面。2020年12月1日，雙嶺洞、炭筏洞由京安洞、松亭洞分离，广南洞被分拆为广南1、2洞。

## 地理与气候

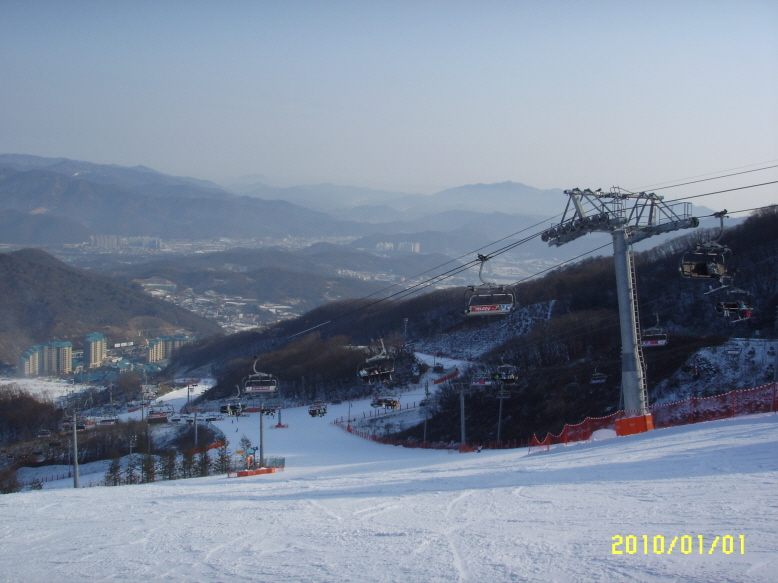
昆池岩滑雪场

广州市位于京畿道中东部，东面以南漢江为界與楊平郡和驪州市相鄰，西边是城南市；南面与龍仁市和利川市接壤，北邊则是河南市和南楊州市。其东西长约27.88千米，南北长30.26千米，面积为430.96平方千米:3。广州市境内主要以丘陵地形为主，平地较为稀少。境内的岩石类型主要是花岗岩和片麻岩。广州市境内有矿藏分布，主要矿产是金、银、铜、铁和高岭土。太白山脈的一支广州山脉以市内西北部的南漢山为中心南北向扩展，并穿过市内中西部；而在市内东北部，以正岩山和海峡山为中心形成了南北方向的山脊，与穿过境内中部的最高峰莺子峰（海拔666.8米）和武甲山形成的山脊相接:9-10。漢江的支流京安川从北向南穿过广州市，境内总长为49.3公里，流域面积达到575.32平方千米。广州市内主要的平原及耕地便分布在以京安川为中心的盆地之间。在京安川和汉江的交汇处形成了八堂湖，这个淡水湖是首都圈内最主要的取水地。广州境内其他主要河流也都是京安川的支流，如昆池岩川、樊川，这些河川大多沿东西走向的山谷流动，在广州市内形成了一个叶状水系:25。
广州市的地形主要是丘陵山地地形，受此影响，其年平均温差较京畿道中西部的首尔等地偏大4－6℃，其年平均气温也相对偏低。广州的年平均气温为11.1℃、降水量1,321毫米、相对湿度69.6%、日照時間2,115小时:31-35。

## 行政区划与政治
广州市被划分为3个邑、4个面、6個行政洞，此外还有13个法定洞。在2016年韩国国会选区重划后，广州市现有甲、乙两个选区，国会议员分别为甲区的蘇秉勳和乙区的林鍾聲，皆为共同民主党党籍。广州市议会从1991年设立至今已经历八届议会，现有3邑4面3洞下的议员10名。
| 地名       | 谚文       | 面积（平方公里） | 人口数  | 户数    | 行政区划图 |
| ---------- | ---------- | ---------------- | ------- | ------- | ---------- |
| 五浦邑     | 오포읍     | 46.93            | 112,596 | 48,759  |            |
| 草月邑     | 초월읍     | 55.90            | 46,282  | 19,896  |            |
| 昆池岩邑   | 곤지암읍   | 76.18            | 23,088  | 11,311  |            |
| 都尺面     | 도척면     | 52.15            | 9,444   | 4,938   |            |
| 退村面     | 퇴촌면     | 60.74            | 15,302  | 7,237   |            |
| 南終面     | 남종면     | 48.57            | 1,505   | 795     |            |
| 南漢山城面 | 남한산성면 | 33.74            | 2,580   | 1,266   |            |
| 京安洞     | 경안동     | 6.46             | 24,948  | 11,504  |            |
| 雙嶺洞     | 쌍령동     | 6.46             | 18,401  | 7,140   |            |
| 松亭洞     | 송정동     | 21.88            | 22,109  | 9,645   |            |
| 炭筏洞     | 탄벌동     | 21.88            | 39,161  | 16,268  |            |
| 廣南1洞    | 광남1동    | 28.50            | 33,495  | 14,233  |            |
| 廣南2洞    | 광남2동    | 28.50            | 34,141  | 11,797  |            |
| 廣州市     | 광주시     | 431.05           | 383,052 | 164,789 |            |

* 此人口与户数之数据来自2021年3月韓國行政安全部之统计数据。

## 经济与产业
在朝鲜日治时期，原广州面附近的产业以小规模家庭农业和纺织业为主，且其中大部分农民是属于佃户性质。1945年日本投降后，当地进行了土地改革，对农地进行了重新分配。在此时期，依托殖民地时期的工业基础，一些企业家在当地建立了一些纺织厂与陶器厂等轻工业工厂，但这些工厂大多在第三次汉城战役中被撤退的韓國國軍破坏:2-35。在朝鲜战争结束后，当地政府着手恢复其工业生产，重新发展了其纺织、制陶和农村产业，并建立了一批造纸、化学制品工厂。在1950、60年代，当地的经济产业主要以纺织和制陶业主导。但到1970年代，由于八堂湖和京安川水域被划作水源保护区和韩国整体的产业结构转型，相关产业失去了主导地位。取而代之的是机械化工等重工業，并开始出现外资企业和从事外贸出口的大企业:196-223。
由于地处首都圈，广州市的农业主要以蔬菜种植和畜牧业为主。主要农产品有稻米、大麦、蔬菜、人参和蚕丝。位于市内东北部的退村面是韩国主要的西红柿产地。广州市地形以丘陵为主，耕地大多位于京安川沿岸平原和八堂湖附近，市内现有耕地3,962公顷，其中稻田1,636公顷，旱田2,326公顷:10。广州市现在主要的第二产业仍然以制造业为主，其又以中小规模的食品、木材加工、金属工业和纺织业为主:310。近年来广州市的第三产业正在快速发展，主要产业是以依托相关工厂的零售业、餐飲業、住宿业和运输仓储业，其事业单位数占到了如今广州市的一半以上。此外，随着近年来广州市内人口的增加，当地的地价在21世纪初出现了快速上涨，如今广州的房地产业和房屋租赁业产值占到了总产值的1/4以上，与京畿道其他地区相当:158-166；320。2016年时，广州市的生产总额达到了167.3万亿韩圆。

## 交通
[[File:Taejeon JC 20190204 121403.jpg|缩略图|{{link-ko|国道3号上的胎田分歧点]]

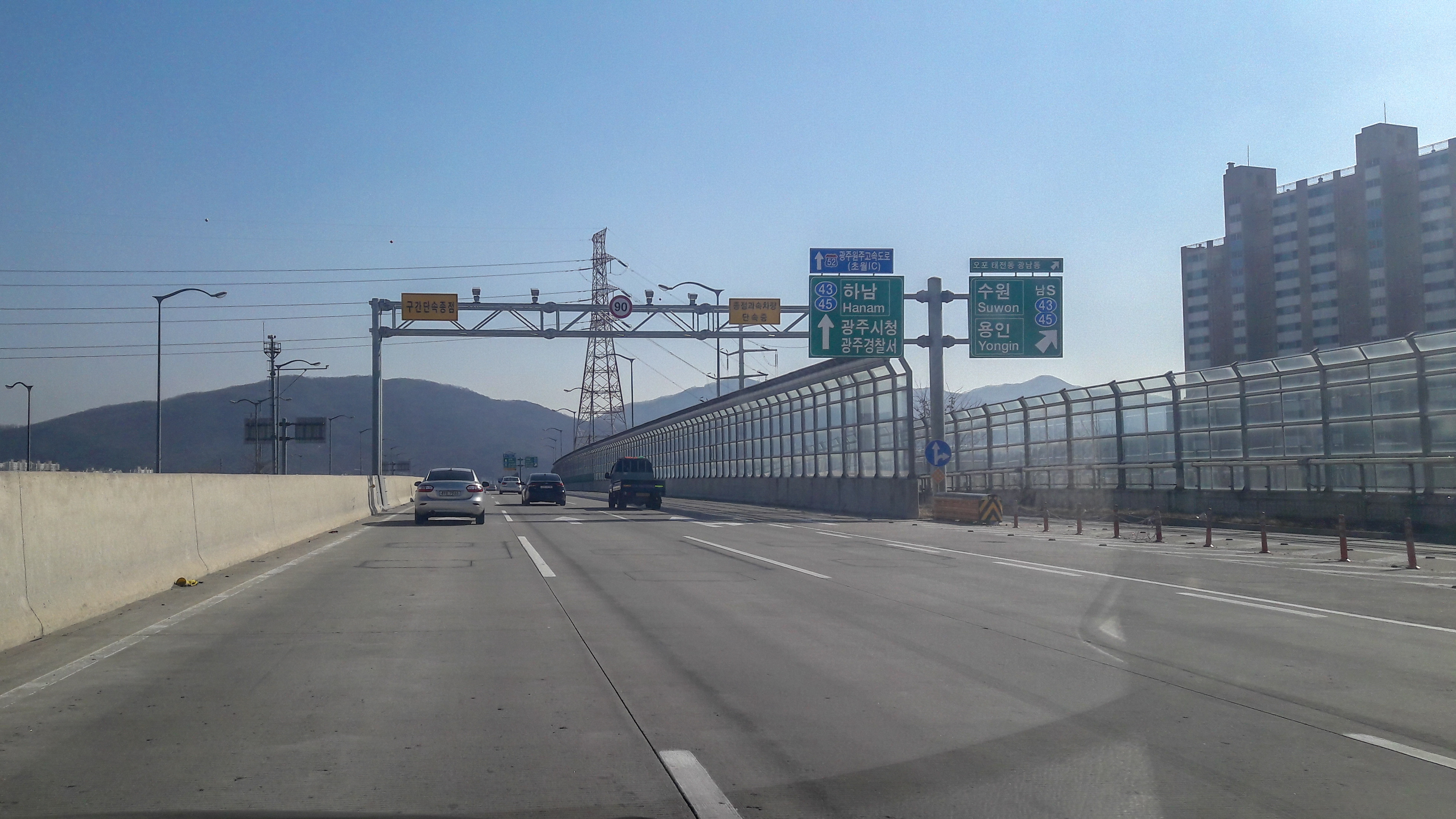
link-ko|国道3号上的胎田分歧点

广州市内有多条高速公路经过，包括中部高速公路、第二中部高速公路和廣州原州高速公路。这使得从广州前往首尔、九里、杨平、骊州、原州等地变得相当方便。此外，还有两条高速公路将在未来修建至广州市。世宗抱川高速公路的首尔至安城段预计将于2022年开通、首都圈二环高速公路的松坡－杨平段则预计将于2023年开通。这进一步缩短了广州前往首尔和世宗的时间。除此之外，国道3号、国道43号与国道45号也经过广州市，并在胎田分歧点交叉。
韓國鐵道公社运营下的京江線城南－利川段经过广州市。广州境内沿线有四个车站，即三洞、京畿广州、草月和昆池岩站。广州政府与利川和骊州政府合作，计划将现在的京江线在韩国第四次铁路规划中与计划的首都圈广域急行铁道D线连接。
广州市内有一个市内公交系统，由大元高速和京畿高速运营着市内656条公交线路，现有服役的公交车1,342辆，还有11条来自龙仁市等地的公交路线经过。此外市内还有广州综合巴士站和昆池岩巴士站两个汽车站。广州境内没有机场，需要搭乘其他交通工具前往附近的仁川国际机场或金浦国际机场乘坐航班。从广州市厅前搭乘8842号机场公交可直达金浦国际机场。

## 教育文化与观光
2021年，广州市现有5所大学、8所高中、11所初中和31所小学。其中有两所为私立大学，为首尔长神大学和专科大学东元大学。现市内有学生46,309名，教职员3,097名。此外广州市内还有6座图书馆和4座博物馆。
朝鲜王朝时期，广州是朝鲜官窑。市内的京畿陶瓷博物馆是一个专业的朝鲜陶瓷博物馆，内有展出朝鮮白瓷等传统陶器与现代陶制品。该博物馆还承担研究朝鲜传统陶瓷和举办相关活动的功能。
广州是个历史悠久的城市，曾经作为三国时代战略要地和高丽王朝、朝鲜时代军事要地的南漢山城在2010年时被联合国教科文组织列入世界文化遺產。为了发扬地方艺术文化和历史，当地政府在每年10月末举行南汉山城文化节，并举办一系列仪式和活动。
1973年，韩国政府在当时的广州郡八堂湖上修筑了八堂大坝（位于现在的南楊州市和河南市境内），使得现在广州市退村面的一部分区域被湖水淹没，后来形成了湿地，庆安湿地生态公园正是在这之上建立的。退村面还是向首尔等地供应蔬菜的基地，每年6月末会举办退村西红柿庆典以宣传当地生产的西红柿。
2018年上映的韩国恐怖電影《鬼病院：灵异直播》之韩语原名昆池岩（곤지암）得名于广州市东南部的昆池岩邑。电影中精神病院的原型昆池岩南阳精神病院便位于昆池岩邑内。传说医院因大量患者莫名死亡而废弃，现在是一幢破败的建筑并充斥着生锈的铁丝网和实验椅。有线电视新闻网將其列入韩国三大闹鬼地。

### 南汉山城
南漢山城位於廣州市南漢山上，在首爾東南方25（16英里）處，據傳為百濟開國始祖溫祚王創城，現有建築最早為新羅文武王13年（673年）所建的晝長城（주장성），其他大多為朝鲜王朝光海君13年（1621年）修建，仁祖反正後翌年（1624年）再增建守禦將臺，至1626年完工。南韓政府李承晚執政時期，將歷經多年戰亂的古跡整修，1954年成立「南漢山城道立公園」，涵蓋有城牆、各個城門、守禦將臺、長慶寺（장경사）、崇烈殿（숭렬전）等多處古跡。2014年6月聯合國教科文組織將南漢山城列入世界文化遺產，成為韩国第10處世界文化遺產。

## 外部連結
- 廣州市政府官網（中文版）
- 广州市议会 （页面存档备份，存于）